# Тетрафтороборат лития
Тетрафтороборат лития — соль лития и борофтористоводородной кислоты с формулой LiBF4.
Образует бесцветные кристаллы, растворяется в воде.
Используется в качестве электролита в литий-ионных аккумуляторах.